# 드미트리 도브로스코크
드미트리 미하일로비치 도브로스코크(러시아어: Дмитрий Михайлович Доброскок, 1984년 3월 1일 ~ )은 러시아의 다이빙 선수이다.
부줄루크 출생이며, 2008년 하계 올림픽 다이빙 남자 10m 플랫폼 싱크로나이즈에서 글레프 갈페린과 함께 동메달을 획득하였다.